# Jelena Rjorich

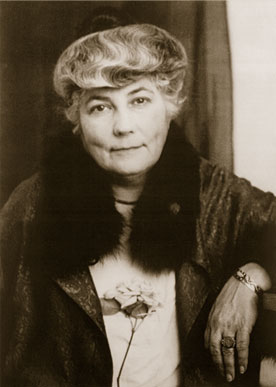
Helena Rjorich, 1940

Jelena Ivanova Rjorich (Russisch: Елена Ивановна Рёрих), ook wel Roerich, geboortenaam Jelena Ivanovna Sjaposjnikova (Russisch: Елена Ивановна Шапошникова) (12 februari 1879 - 5 oktober 1955) was een Russisch spiritueel schrijfster, medium, theosofe en reiziger.
Rjorich was getrouwd met de Russische kunstschilder en wereldreiziger Nikolaj Rjorich. Ze hadden twee zoons: de tibetoloog Joeri en de kunstschilder Svetoslav.
Rjorich reisde op de meeste reizen en expedities van haar man mee. Vanwege longproblemen van haar man, verhuisden ze in 1917 naar Finland, net voor de februarirevolutie. Finland sloot daarop de grenzen met de Sovjet-Unie, waardoor ze niet terugkonden naar hun vaderland. Ze trokken daarop eerst met exposities door Scandinavië, Engeland en de Verenigde Staten en ondernamen daarna expedities in Centraal-Azië
In 1920 begon Jelena Rjorich, in samenwerking met een groep anonieme denkers en filosofen uit het Oosten, die in overeenstemming met de Indiase, spirituele traditie 'De grote Leraren' (Mahatma's) werden genoemd, haar werk voor de Levende Ethiek Leringen (Agni Yoga). Helena nam aan dat haar 'spirituele gids' Allal-Ming, dezelfde was als meester (mahatma) Morya van Helena Blavatsky (1831-1891).
Zij schreef de teksten voor het concept van cultuur die haar man baseerde op de ideeën van de Agni Yoga, ook wel Levende Ethiek genoemd. Verder schreef ze een groot aantal spirituele boeken en vertalingen, onder meer Helena Blavatsky's boek De Geheime Leer (1888) in de eerste helft van de jaren 1930 van het Engels in het Russisch.
Ze was een tegenstander van Alice A. Bailey en haar man Foster Bailey, die voorgaven leringen van meester D.K. (Djwhal Khul), 'de Tibetaan' te ontvangen. Zij hadden de Arcane School opgericht.

## Werk

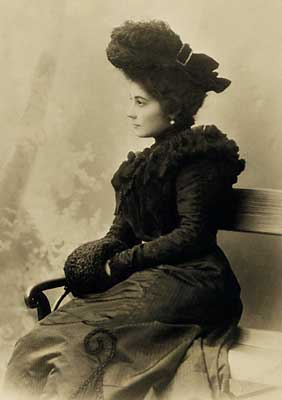
Helena Rjorich, 1900

- Bladeren uit de tuin van Morya, delen I en II
- Nieuwe Tijd Gemeenschap
- Agni Yoga
- Oneindigheid, delen I en II
- Hiërarchie
- Hart
- Vurige Wereld, delen I, II en III
- Aum
- Broederschap
- Supermundane, delen I, II, III, IV
- Letters of Helena Roerich, delen I en II
- On Eastern Crossroads
- Foundations of Buddhism
- Agni Yoga Glossary